# William Wilkinson
Pour les articles homonymes, voir Wilkinson.
William Wilkinson, né en 1744 à Backbarrow près d'Ulverston, Lancashire, et mort en mars 1808 à Plas Grono près de Wrexham, Pays de Galles, est l'un des premiers entrepreneurs de la fonte britannique, qui avec son frère aîné, John Wilkinson (1728 – 1808), inventeur en 1772 de la machine à aléser et son père, l'artisan fondeur Isaac Wilkinson, auteur de quatre brevets, développa vers le milieu du XVIIIe siècle la fonte au coke, en vue de diminuer le coût d'approvisionnement des fonderies, fonctionnant jusque-là majoritairement au charbon de bois.

## Une tradition familiale
Le père de William, Isaac Wilkinson, un presbytérien de la région des mines de charbon de Newcastle avait bourlingué dans toute l'Angleterre, s'installant en 1753 Bersham, près de Wrexham au Pays de Galles, où il opère à partir de 1757 la fonderie Bersham Ironworks avec ses deux fils, le fabricant de draps Edward Blakeway et d'autres associés, déposant en 1757 un nouveau brevet pour une colonne d'eau. Edward Blakeway fait faillite en 1759 et ses parts sont transférées à sa belle-fille Mary Lee, qui épouse John Wilkinson, le frère de William, en 1763. La fonderie fabrique des canons pour la Royal Navy pendant la guerre de Sept Ans.
Le père déposa un brevet en 1758 pour la préparation du coke en vue de la fonte au coke, utilisé à la fonderie Dowlais Iron and Co, qu'il créée en 1759 près de Merthyr Tydfil, en pleine guerre de Sept Ans, dont il était actionnaire aux côtés de John Guest et de sept autres personnes, tout en travaillant à partir de 1763, vers la fin de la guerre, pour la fonderie de Plymouth, juste à côté.

## L'un des pères duCreusot
Les Wilkinson brothers sont des maîtres de forge très importants dans les Midland . Cherchant de nouveaux débouchés pour leurs canons, ils demandent une entrevue avec un jeune représentant français, venu en Angleterre pour apprendre leur méthode de fonte, Gabriel Jars. Ils veulent connaître les intentions françaises. Un peu plus tard, c'est un brigadier d'infanterie de l'armée de Louix XVI, Mathieu Henri Marchand de la Houlière qui envisage et négocie la venue de William en France.
Le premier contrat  de William avec le gouvernement français est établi pour une période maximale de deux ans. 120 000 livres lui sont proposées pour une étude préparatoire et la mise en place d'une fonderie de canons à Indret, situé sur une île de la Loire, en aval de Nantes, sur le territoire de l'actuelle commune d'Indre. Créée pour couler des canons pour la marine royale française. 1 000 livres par mois pour l'hébergement lui sont alloués. Tous ces frais de voyages sont couverts ainsi qu'une exonération d'impôts totale. Et si l’œuvre dure plus longtemps, il est payé au prorata du temps supplémentaire. Une clause importante vient compléter le contrat final : William se réserve le droit de retourner en Angleterre pour deux raisons possibles : si son gouvernement l'exige et si son frère John vient à décéder.
De 1776 à 1780, il réalise et dirige la fonderie de l'Indret ; le premier canon fondu et obtenu à partir de ferraille fondue à l'Indret voit le jour en 1779.
William va ensuite aider son frère dans la prospection de marchés sur le continent. C'est ainsi que Louis XVI approuve un nouveau dispositif de pompage des eaux de la Seine pour alimenter Paris. Une commande de 40 miles (soit un peu plus de 64 kilomètres) de canalisation et une machine à vapeur de James Watt (dont les cylindres sont moulés à Bersham) est passée aux Wilkinson. Les deux frères seront invités par le roi au banquet inaugural à Paris le 14 juillet 1786.
Le deuxième contrat passé entre William et le gouvernement français concerne l'enquête et la mise en place d'une seconde fonderie de canons en bourgogne, la fonderie royale du Creusot. Il est payé 50 000 livres par an pour la période de l'enquête, puis 72 000 livres par an, de la construction jusqu'à son retour en Angleterre. Il tient à ce que l'équipe de gestion du Creusot soit composée des mêmes auxiliaires professionnels qu'à l'Indret.
William Wilkinson  contribua à la première fonte au coke, le 11 décembre 1785 sur le site industriel du Creusot.
Les canons de fonte de fer ont ainsi été refondus dans des fours à réverbères puis chauffés au charbon de terre tiré des mines régionales et véhiculé par eau. Turgot, ministre des Finances de Louis XVI, avait déclaré le 12 mai 1776 : « le fer n'est pas seulement une denrée de consommation utile aux différents usages de la vie ; le fer qui s'emploie en meubles, en ornements, en armes, n'est pas la partie la plus considérable des fers qui se fabriquent et se vendent, c'est surtout à la pratique de tous les arts sans exception que ce métal est si précieux, si important dans le commerce ».

## La «forge à l'anglaise»
En 1781 William Wilkinson et Ignace de Wendel décident de créer des hauts fourneaux au coke au Creusot. Jusqu'en 1818, le Creusot resta la seule entreprise à utiliser le charbon de terre pour produire de la fonte. En 1806, 2 % de la fonte était fabriquée en France avec le charbon de terre contre 97 % en G.B. Ignace de Wendel installa la première machine à vapeur rotative au Creusot dès 1784, et les frères Perier à l'instar de Matthew Boulton et James Watt entreprirent de construire des machines à vapeur mais la diffusion fut très timide (en 1810 on comptait 200 machines en France contre 5 000 en Angleterre).
Une autre « forge à l'anglaise » sera créée plus tard en 1823 près de Paris.

## Famille
- Fils d'Isaac Wilkinson, frère de John Wilkinson.
- Marié à Elizabeth Stockdale en 1791 dont il a eu deux filles :
  - Mary Anne Wilkinson (27 novembre 1795 - 7 juin 1829), mariée à Matthew Robinson Boulton en 1817, fils de Matthew Boulton. De ce mariage sont nés 7 enfants :
    - Anne Robinson (1818-1902)
    - Katherine Elizabeth (1819-1890)
    - Matthew Piers Watt (1820-1894)
    - Hugh William (1821-1847)
    - Montagu (1823-1849)
    - Lionel (1826-1830)
    - Mary Anne (1829-1912)